# Зграда Водне заједнице у Земуну
Зграда Водне заједнице налази се на територији општине Земун на Авијатичарском тргу број 10. Подигнута је 1908. године и спада међу значајније репрезентативне грађевине Старог језгра Земуна.
Статус споменика културе добила је 2013. године.

## Изглед куће
Зграду је подигла „Задруга за исушење југоисточног Срема” тј. Водна заједница која је и данас у њој смештена под називом „Галовица”.
To je прва зграда изграђена на проширеном градском терену добијеном после уклањања спољних одбрамбених шанчева, где је убрзо затим изграђен данашњи центар Земуна, међу чије је репрезентативне грађевине зграда тада и спадала. Радове на изградњи зграде су извели грађевинари Фрањо Јенч и Јосип Катанчић.
Зграда је обликована у стилу сецесије, са наглашеним масама у општој архитектонској композицији која изражава управни садржај зграде. Има подрум, приземље и спрат, а 1928. године поткровље је реконструисано и адаптирано тако да су поштоване аутентичне архитектонске и стилске одлике.
Згради је задржана аутентична стамбено-пословна намена.
Својим садржајем представља једну од важних установа, која се осамосталила после дуге традиције хидротехничке струке Земуна. Вреднована је и као објекат посебне намене значајан за развој привреде и хидротехнике почетком прошлог века у југоисточном Срему.